# Пикарты
Пикарты — крайне левое крыло таборитов во время гуситского движения в Чехии в XV веке. Идеология пикартов представляла собой христианскую религиозную доктрину хилиазма и возвращение к идеалам раннего христианства; считались неоадамитской сектой. Основные проповедники Мартин Гуска, Петр Каниш, Мартин Локвис и др.
Адамиты первой четверти XV века выделились из числа таборитов, протестовавших против распространения католицизма.
Название происходит от искаженного «бегард» или от вальденсов, которые пришли в 1418 году в Чехию из Пикардии. Их якобы возглавлял некий Ришар или Рихард Пикард, называвший себя сыном Бога и Адама; он прошёл через Германию и своими чудесами приобрёл много последователей.
Пикарты считали, что пришло время для «тысячелетнего царства божия» на земле, как царства социальной справедливости, и призывали содействовать его установлению путём беспощадной вооружённой борьбы народа («избранников божиих») против «грешников», «врагов божиих» — королей, панов, богатого духовенства. Проповедовали всеобщее равенство. Выступали против церковной иерархии, таинств.
Пикарты оказали решающую роль в возникновении и на первом этапе гуситского движения. Пикарты пытались осуществить свои идеи на практике, в частности установили уравнительное распределение в ряде городов (Таборе, Писеке). В феврале 1421 года были изгнаны из Табора и обосновались на небольшом островке при реке Лужнице у замка Пршибенице. В конце марта таборитский гетман Ян Жижка завладел островом, уничтожил их коммуну и убил многих пикартов, но нескольким десяткам человек удалось спастись. В октябре они были выслежены и прилюдно сожжены на кострах. В общей сложности таборитами было сожжено в тот период порядка 75 пикартов.
В период противостояния между протестантскими чешскими сословиями и королями из династии Габсбургов в XVI—XVII веках сторонники короля использовали название пикарты по отношению к членам общины Чешских братьев.